# Maxwell Maltz

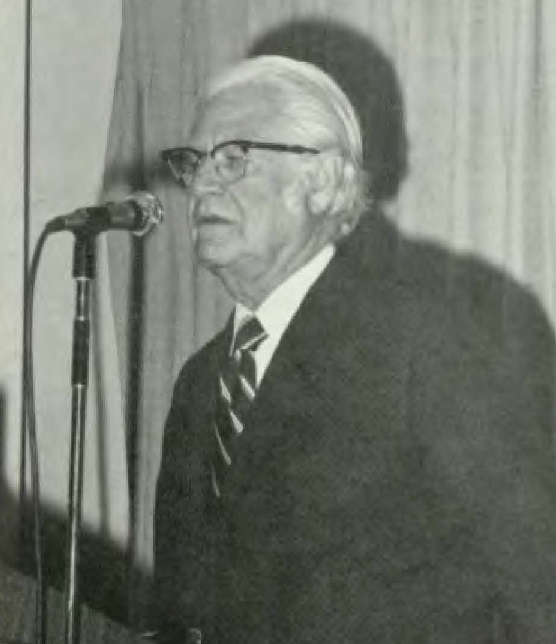
Maxwell Martz em 1975.

Maxwell Maltz (10 de março de 1899 — 7 de abril de 1975) foi um cirurgião que desenvolveu a psicocibernética — um sistema empregado para melhorar a autoimagem e a autoconfiança, de modo a conduzir a uma vida mais bem sucedida.
A psicocibernética foi sem dúvida a maior realização de Maltz. Essa ciência afirma que todos nós, desde crianças, temos dentro de nós mesmos formada uma imagem pessoal, que funciona como um objetivo para o inconsciente, e acaba nos levando para uma determinada direção, querendo nós conscientemente ou não. Dessa maneira, uma imagem positiva acaba levando para um caminho favorável uma imagem negativa para um caminho desfavorável.

## Biografia
Em 1923, Maltz se formou em medicina na Columbia University College of Physicians and Surgeons.
Em 1960, publicou seu famoso livro Psycho-Cybernetics: A New Way to Get More Living out of Life (traduzido para o português sob o título Liberte Sua Personalidade: Uma Nova Maneira de Dar Mais Vida à Sua Vida)

## Frases de Maxwell Maltz
As seguintes frases são atribuídas a Maxwell Maltz:
- "Baixa auto-estima é como dirigir pela vida com o freio de mão puxado."
- "O êxito na vida não significa apenas ser bem sucedido, mas também sobrepor-se aos fracassos."
- "A auto-imagem é a essência da personalidade e do comportamento humano. Mude a auto-imagem, e ambos serão transformados."
- "Quanto maior for a crença em seus objetivos, mais depressa você os conquistará."
- "A vida está cheia de desafios que, se aproveitados de forma criativa, transformam-se em oportunidades".
- "A felicidade é um bem que se multiplica ao ser dividido".